# Goldene Stunde (Fotografie)

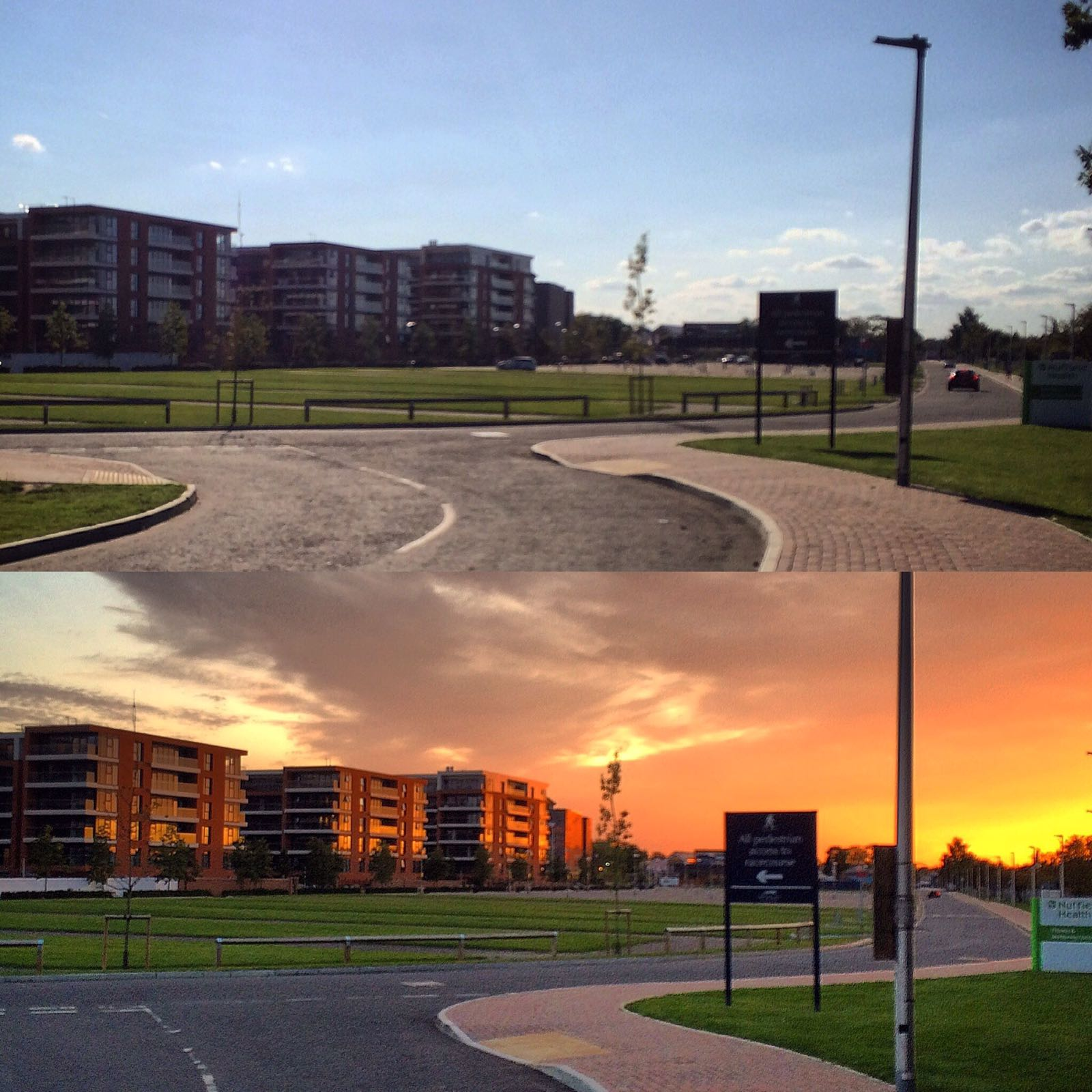
Unterschied Tag gegenüber Goldene Stunde beim Newbury Racecourse

In der Fotografie wird die Zeitspanne kurz nach dem Sonnenaufgang oder kurz vor dem Sonnenuntergang als Goldene Stunde bezeichnet. Das Sonnenlicht ist während dieser Zeit rötlicher und weicher, als wenn die Sonne höher steht. Sie ist das Pendant zur Blauen Stunde, welche die Zeit vor Sonnenaufgang, bzw. nach Sonnenuntergang bezeichnet, in der der Himmel tiefblau ist.

## Begriff

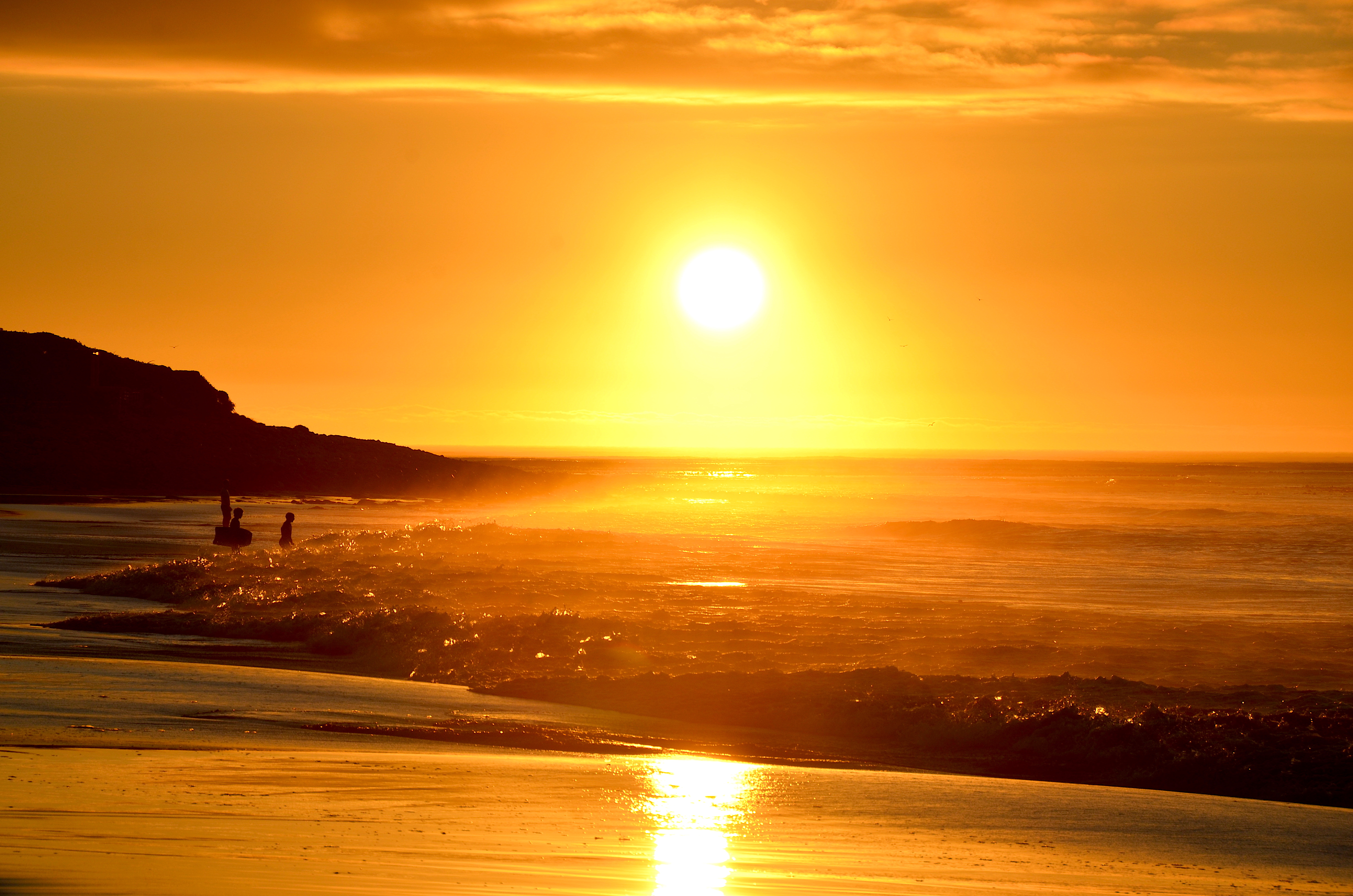
Goldene Stunde am Meer in Südafrika

Die Farbtemperatur des Tageslichts verändert sich während des Tages. Sie beträgt ungefähr 2000 K kurz nach dem Sonnenaufgang oder vor dem Sonnenuntergang, ungefähr bei 3500 K während der Goldenen Stunde, und rund 5500 K um Mittag. Die Farbtemperatur kann sich auch signifikant durch die Höhenlage, die geografische Breite oder die Wetterlage verändern.
Wenn die Sonne weniger als 6 Grad über dem Horizont steht, müssen die Lichtstrahlen eine größere Strecke durch die Erdatmosphäre zurücklegen, wodurch die Intensität des direkten Lichtes reduziert wird. Licht kürzerer Wellenlänge, also vor allem blaues Licht, wird mit höherer Wahrscheinlichkeit durch die Rayleigh-Streuung seitlich weggestreut, sodass die Farbe des direkten Sonnenlichts sich ins Rötliche verschiebt. Zusätzlich entstehen durch den kleinen Winkel des Sonnenstands längere Schatten.
Die Stunde ist dabei im übertragenen Sinn zu verstehen. Der Effekt hat keine definierte Dauer und verändert sich je nach geografischer Breite und Jahreszeit.